# Święty Franciszek pogrążony w modlitwie
Święty Franciszek pogrążony w modlitwie – obraz autorstwa hiszpańskiego malarza pochodzenia greckiego Dominikosa Theotokopulosa, znanego jako El Greco. Obraz sygnowany na kawałku papieru w prawym dolnym rogu. Obraz sygnowany: domènikos theotokópoulos epoíei.
El Greco wielokrotnie malował św. Franciszka. Przedstawiał go w różnych pozach ekstazy, niemal zawsze z nieodłącznym artefaktem: trupią czaszką lub krucyfiksem. Po raz pierwszy po temat sięgnął jeszcze podczas swojego pobytu w Rzymie, tuż przed wyjazdem do Hiszpanii; przez całe życie z jego warsztatów wyszło ponad sto różnych wersji przedstawiających Franciszka z czego dwadzieścia pięć zostały wykonane ręką mistrza. Według Harolda Wetheya wersji Franciszka pogrążonego w modlitwie z Bilbao jest siedemnaście. Ze wszystkich wizerunków Franciszka emanuje duchowość i ascetyzm świętego. Wizerunek świętego Franciszka ujętego z profilu na ciemnym tle i z martwą naturą na którą składa się brewiarz, krucyfiks i czaszka, jest nową propozycją El Greca w ukazaniu franciszkańskiego mistycyzmu.

## Opis obrazu
Według Alvareza Lopera pierwsza wersja z Bilbao powstała na zamówienie żeńskiego klasztoru karmelitanek w Cuerva i w całości została namalowana przez El Greca. Artysta przedstawia go w pozycji klęczącej z rękami złożonymi na piersi i ze wzrokiem głęboko wpatrzonym w krucyfiks. Obok krzyża leży Biblia i ludzka czaszka. Postać została ukazana prawdopodobnie w pustelni lub w jaskini; z prawej strony, w górnym rogu przebija się fragment nieba. Tradycyjnie EL Greco odchodzi od ogólnie przyjmowanej proporcji i z ogromnego habitu opasanego długim sznurem z trzema węzłami, symbolizującymi trzy składane przez braci mniejszych śluby: posłuszeństwa, ubóstwa i czystości, wyłania się nieproporcjonalna głowa. Jego twarz z ostro zarysowaną kością policzkową, dużym nosem oświetlona jest dodatkowo przez wiązkę światła.

## Proweniencja
Święty Franciszek pogrążony w modlitwie zamówiony przez karmelitanki trafił do zbiorów muzeum w Bilbao w 1939 roku. Wersja z San Francisco do muzeum trafiła jako podarunek od Samuela H. Kress Foundation w 1953 roku. Wersja chicagowska trafiła do zbiorów muzealnych w 1935 roku. Wersja z Dallas do 1926 roku znajdowała się w kolekcji José Luis Urquijo Chacón (Madryt), skąd został nabyty dla Meadows Museum.

## Inne wersje

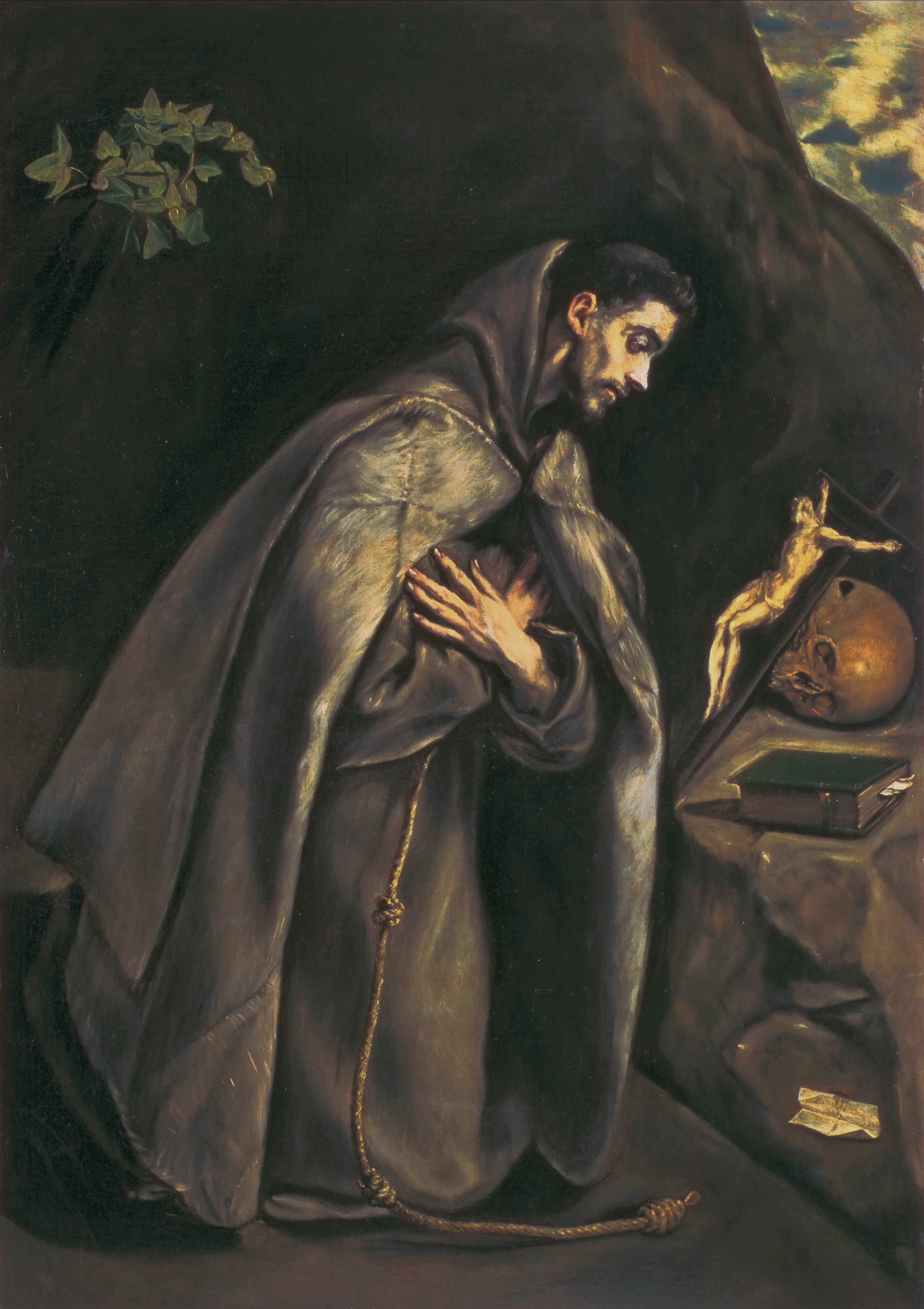
Święty Franciszek pogrążony w modlitwie (1595-1600)[2], 147,3 × 105,4 cm Fine Arts Museums of San Francisco
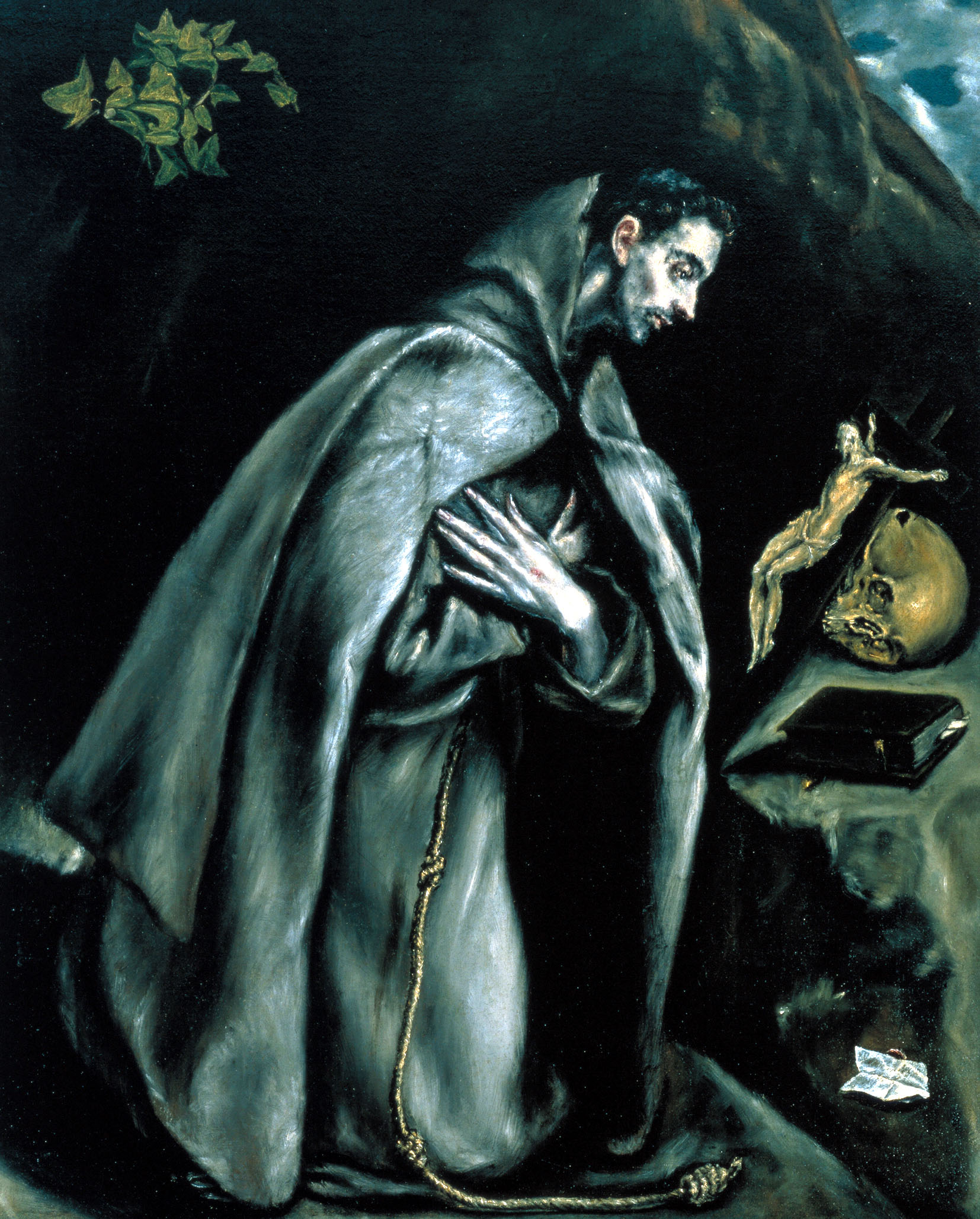
Święty Franciszek pogrążony w modlitwie 105,5 × 86,5 cm, Meadows Museum, Dallas
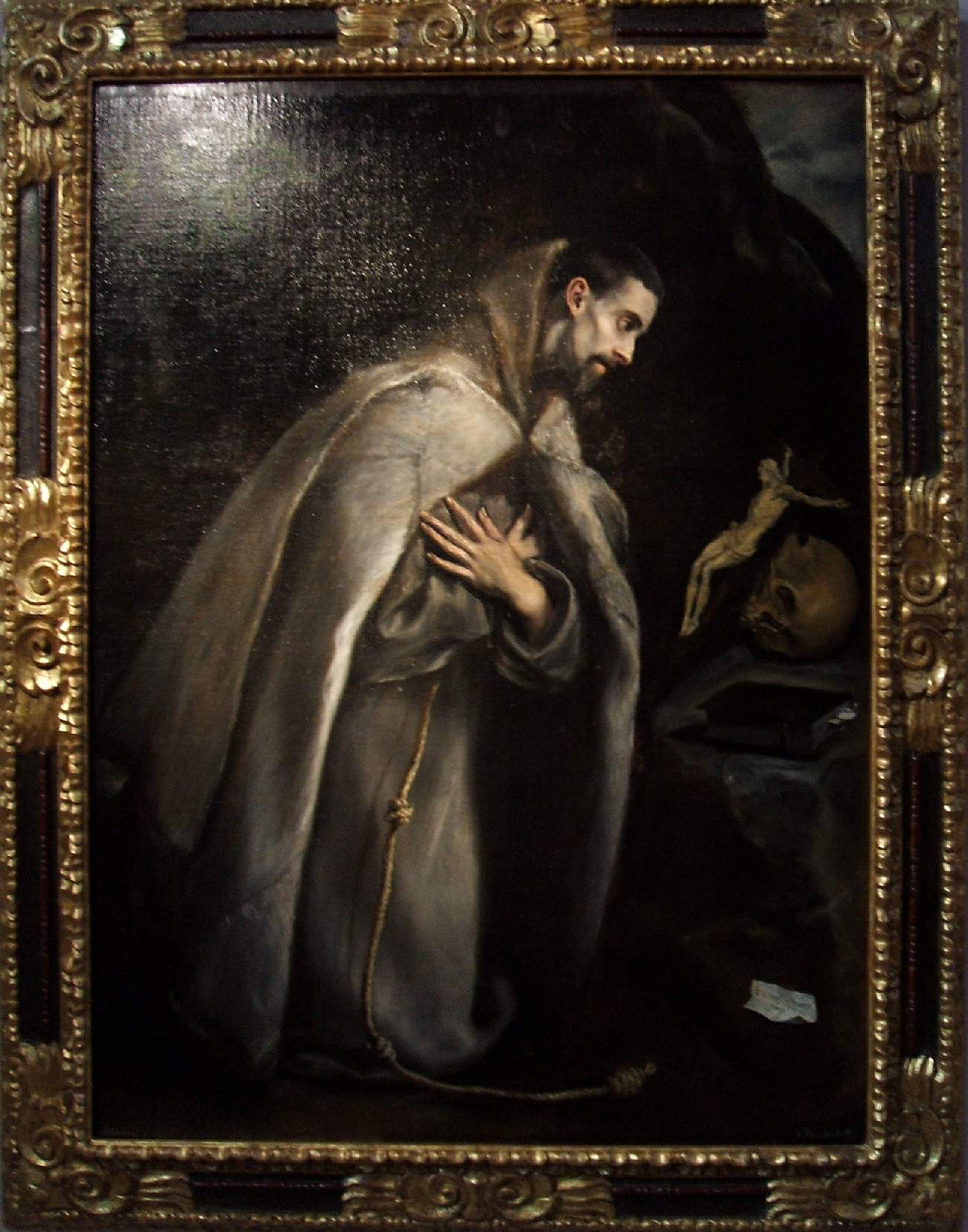
Święty Franciszek pogrążony w modlitwie (1595-1600)[2] 93 × 74 cm Art Institute of Chicago